# Erra (gruppo musicale)
Gli ERRA sono un gruppo musicale progressive metalcore statunitense formatosi a Birmingham (Alabama) nel 2009.

## Nome
Il nome del gruppo trae spunto da Erra, che nelle religioni della Mesopotamia è il Dio della peste e della distruzione, responsabile dei periodi di confusione politica.

## Formazione
Membri attuali
- Alex Ballew – batteria, percussioni (2009–present)
- Jesse Cash – chitarra, voce (2009–presente); cori (2014–presente); basso (2014–2016)
- J.T. Cavey – voce, cori (2016–presente)
- Conor Hesse – basso (2016–presente)
- Clint Tustin – chitarra (2023–presente)

Ex membri
- Adam Hicks – basso (2009–2012)
- Garrison Lee – voce (2009–2014)
- Alan Rigdon – chitarra, cori (2009–2014)
- Ian Eubanks – voce (2014–2015)
- Sean Price – chitarra (2014–2022); basso (2012–2016)

## Discografia

### Album in studio
- 2011 - Impulse (Tragic Hero)
- 2013 - Augment (Tragic Hero)
- 2016 - Drift (Sumerian)
- 2018 - Neon (Sumerian)
- 2021 - Erra (UNFD)
- 2024 - Cure (UNFD)

### EP
- 2009 - Erra (autoprodotto)
- 2010 - Andromeda (autoprodotto)
- 2014 - Moments of Clarity (Sumerian)